# Мелба
Мелбата е сладоледов десерт, гарниран най-често с плодове, бисквити и бита сметана.
Класическата мелба е създадена през 1892 или 1893 г. от Огюст Ескофие (френски готвач в ресторанта на хотел „Савой“ в Лондон) в чест на австралийската оперна дива Нели Мелба (1861 – 1931). Десертът е приготвен от половинки обелени праскови, малинов топинг и ванилов сладолед.
В България „мелба“ се нарича десерт, който обикновено се състои от една или повече топки сладолед, гарнирани с плодов топинг или сироп, а понякога и с парченца шоколад, бисквити, сладкарски пръчици или бита сметана.
Съгласно рецептите до българската мелба е много близък американският десерт „съндей“ (на английски: sundae, от sunday – неделя). Той се приготвя от сладолед, гарниран с маршмелоу, фъстъци, череши или други плодове, например банани и ананас в бананов сплит. Има спорове относно това в кой американски щат за пръв път е добил популярност съндей: Илинойс, Уисконсин или Ню Йорк, но едно е ясно – това се е случило в края на XIX век.